# Тапауа
Тапауа (порт. Tapauá) — муниципалитет в Бразилии, входит в штат Амазонас. Составная часть мезорегиона Юг штата Амазонас. Входит в экономико-статистический микрорегион Пурус. Население составляет 19 077 человек на 2010 год. Занимает площадь 84 948,86 км². Плотность населения — 0,22 чел./км².

## История
Город основан в 1955 году.

## География
Климат местности: экваториальный. В соответствии с классификацией Кёппена, климат относится к категории Am.

## Границы
Муниципалитет граничит:
- на севере —  муниципалитеты Тефе, Куари
- на северо-востоке —  муниципалитеты Анори, Берури
- на востоке —  муниципалитет Маникоре
- на юго-востоке —  муниципалитет Умайта
- на юге —  муниципалитеты Лабреа, Канутама
- на западе —  муниципалитет Итамарати
- на северо-западе —  муниципалитет Карауари

## Демография
Согласно сведениям, собранным в ходе переписи 2010 г. Национальным институтом географии и статистики (IBGE), население муниципалитета составляет:
| Полное население                               | Полное население                               | Полное население                               | Полное население                               | 19 077 |
| ---------------------------------------------- | ---------------------------------------------- | ---------------------------------------------- | ---------------------------------------------- | ------ |
| в том числе:                                   | Городское население                            | 10 618                                         | Процент городского населения, %                | 55,66  |
|                                                | Сельское население                             | 8459                                           | Процент сельского населения, %                 | 44,34  |
|                                                | Мужское население                              | 10 075                                         | Процент мужского населения, %                  | 52,81  |
|                                                | Женское население                              | 9002                                           | Процент женского населения, %                  | 47,19  |
| Плотность населения, чел/км²                   | Плотность населения, чел/км²                   | Плотность населения, чел/км²                   | Плотность населения, чел/км²                   | 0,22   |
| Население муниципалитета в % к населению штата | Население муниципалитета в % к населению штата | Население муниципалитета в % к населению штата | Население муниципалитета в % к населению штата | 0,55   |

По данным оценки 2015 года, население муниципалитета составляет 18 152 жителя.

## Важнейшие населенные пункты
| № | Населённый пункт | Населённый пункт (порт.) | Категория         | Население чел. (2010) | На карте                       |
| - | ---------------- | ------------------------ | ----------------- | --------------------- | ------------------------------ |
| 1 | Тапауа           | Tapauá                   | город             | 10 618                | 5°37′37″ ю. ш. 63°11′22″ з. д. |
| 2 | Белу-Монти       | Belo Monte               | поселок           | 812                   | 6°15′03″ ю. ш. 64°15′17″ з. д. |
| 3 | Фоз-ду-Тапауа    | Foz do Tapauá            | поселок           | 576                   | 5°45′41″ ю. ш. 64°23′36″ з. д. |
| 4 | Сидадизинья      | Cidadezinha              | индейская деревня | 179                   | 6°47′39″ ю. ш. 66°41′09″ з. д. |
| 5 | Маррикан         | Marrecão                 | индейская деревня | 150                   | 6°48′40″ ю. ш. 66°56′00″ з. д. |
| 6 | Самаума          | Samauma                  | индейская деревня | 96                    | 6°49′45″ ю. ш. 67°12′58″ з. д. |